# Giro di Romandia 1963
Il Giro di Romandia 1963, diciassettesima edizione della corsa, si svolse dal 9 al 12 maggio su un percorso di 783 km ripartiti in 4 tappe (la terza suddivisa in due semitappe), con partenza e arrivo a Ginevra. Fu vinto dal belga Willy Bocklant della Faema-Flandria davanti allo spagnolo Federico Bahamontes e all'italiano Guido De Rosso.

## Tappe
| Tappa  | Data      | Percorso                                | km  | Vincitore di tappa | Leader cl. generale |
| ------ | --------- | --------------------------------------- | --- | ------------------ | ------------------- |
| 1ª     | 9 maggio  | Ginevra > Villars-sur-Ollon             | 196 | Bernard Beaufrère  |                     |
| 2ª     | 10 maggio | Villars-sur-Ollon > Yverdon-les-Bains   | 244 | Guido De Rosso     |                     |
| 3ª-1ª  | 11 maggio | Yverdon-les-Bains > Delémont            | 108 | Giuseppe Sartore   |                     |
| 3ª-2ª  | 11 maggio | Delémont > Delémont (cron. individuale) | 32  | Joseph Velly       |                     |
| 4ª     | 12 maggio | Delémont > Ginevra                      | 203 | Rolf Maurer        | Willy Bocklant      |
| Totale | Totale    | Totale                                  | 783 |                    |                     |

## Dettagli delle tappe

### 1ª tappa
- 9 maggio: Ginevra > Villars-sur-Ollon – 196 km

| Pos. | Corridore         | Squadra | Tempo |
| ---- | ----------------- | ------- | ----- |
| 1    | Bernard Beaufrère | Peugeot |       |
| 2    | Angelino Soler    | Faema   |       |
| 3    | Willy Bocklant    | Faema   |       |

| Pos. | Corridore | Squadra | Tempo |
| ---- | --------- | ------- | ----- |

### 2ª tappa
- 10 maggio: Villars-sur-Ollon > Yverdon-les-Bains – 244 km

| Pos. | Corridore      | Squadra              | Tempo |
| ---- | -------------- | -------------------- | ----- |
| 1    | Guido De Rosso | Molteni              |       |
| 2    | Willy Bocklant | Faema                |       |
| 3    | Marino Fontana | San Pellegrino Sport |       |

| Pos. | Corridore | Squadra | Tempo |
| ---- | --------- | ------- | ----- |

### 3ª tappa - 1ª semitappa
- 11 maggio: Yverdon-les-Bains > Delémont – 108 km

| Pos. | Corridore        | Squadra | Tempo |
| ---- | ---------------- | ------- | ----- |
| 1    | Giuseppe Sartore | Carpano |       |
| 2    | Antonio Bailetti | Carpano |       |
| 3    | Guido Carlesi    | Molteni |       |

| Pos. | Corridore | Squadra | Tempo |
| ---- | --------- | ------- | ----- |

### 3ª tappa - 2ª semitappa
- 11 maggio: Delémont > Delémont (cron. individuale) – 32 km

| Pos. | Corridore      | Squadra      | Tempo |
| ---- | -------------- | ------------ | ----- |
| 1    | Joseph Velly   | Margnat      |       |
| 2    | Rolf Maurer    | Cynar-Frejus |       |
| 3    | Guido De Rosso | Molteni      |       |

| Pos. | Corridore | Squadra | Tempo |
| ---- | --------- | ------- | ----- |

### 4ª tappa
- 12 maggio: Delémont > Ginevra – 203 km

| Pos. | Corridore   | Squadra      | Tempo |
| ---- | ----------- | ------------ | ----- |
| 1    | Rolf Maurer | Cynar-Frejus |       |
| 2    | Kurt Gimmi  | Carpano      |       |
| 3    | Jean Dotto  | Margnat      |       |

| Pos. | Corridore           | Squadra | Tempo     |
| ---- | ------------------- | ------- | --------- |
| 1    | Willy Bocklant      | Faema   | 20h56'54" |
| 2    | Federico Bahamontes | Margnat | a 1'56"   |
| 3    | Guido De Rosso      | Molteni | a 1'57"   |

## Classifiche finali

### Classifica generale
| Pos. | Corridore            | Squadra                    | Tempo     |
| ---- | -------------------- | -------------------------- | --------- |
| 1    | Willy Bocklant       | Faema-Flandria             | 20h56'54" |
| 2    | Federico Bahamontes  | Margnat-Paloma-Dunlop      | a 1'56"   |
| 3    | Guido De Rosso       | Molteni                    | a 1'57"   |
| 4    | Marino Fontana       | San Pellegrino Sport-Firte | a 3'47"   |
| 5    | Angelino Soler       | Faema-Flandria             | a 4'30"   |
| 6    | Jean-Louis Grunewald | Gritzner-Veith             | a 7'01"   |
| 7    | Giuseppe Sartore     | Carpano                    | a 7'13"   |
| 8    | Joseph Velly         | Margnat-Paloma-Dunlop      | a 8'13"   |
| 9    | Walter Villiger      | Gritzner-Veith             | a 9'49"   |
| 10   | Guido Carlesi        | Molteni                    | a 10'56"  |